# Умиа, Софьян
Софья́н Умиа́ (фр. Sofiane Oumiha; род. 23 декабря 1994, Тулуза, Франция) — французский боксёр-профессионал, выступающий в лёгкой и в первой полусредней весовых категориях. Выступает за сборную Франции по боксу начиная с 2012 года, двукратный серебряный призёр Олимпийских игр (2016, 2024), трехкратный чемпион мира (2017, 2021, 2023), чемпион Европейских игр (2023), двукратный серебряный призёр Европейских игр (2015, 2019), чемпион ЕС (2018), двукратный чемпион Средиземноморских игр (2013, 2018), бронзовый призёр молодёжного чемпионата мира (2012), многократный победитель и призёр международных и национальных турниров в любителях.
Среди профессионалов чемпион WBA Continental (2023).
Лучшая позиция по рейтингу BoxRec — 62-я (август 2025) и является 1-м среди французских боксёров лёгкой весовой категории, — входя в ТОП-65 лучших лёгковесов всего мира.

## Биография
Софьян Умиа родился 23 декабря 1994 года в Тулузе, департамент Верхняя Гаронна.

## Любительская карьера
Активно заниматься боксом начал в возрасте семи лет, проходил подготовку под руководством тренеров Мехди Умиа и Адамы Диарра.
Впервые заявил о себе в 2012 году, одержав победу на Кубке Дана Позняка в Литве, и выиграв бронзовую медаль на юношеском чемпионате мира в Ереване — на стадии полуфиналов был остановлен россиянином Хусейном Байсангуровым.
Первого серьёзного успеха на взрослом международном уровне добился в сезоне 2013 года, когда вошёл в основной состав французской национальной сборной и побывал на Средиземноморских играх в Мерсине, где одолел всех своих соперников в лёгкой весовой категории и завоевал тем самым золотую медаль.
В 2014 и 2015 годах Умиа неизменно становился чемпионом Франции в лёгком весе. Он побывал на Европейских играх в Баку, откуда привёз награду серебряного достоинства — в финальном решающем поединке уступил представлявшему Азербайджан Альберту Селимову. Боксировал на чемпионате мира в Дохе, но здесь попасть в число призёров не смог — в четвертьфинале вновь встретился с Альбертом Селимовым и вновь проиграл ему.

### Олимпийские игры 2016 года
Умиа занял первое место на европейском квалификационном турнире в Самсуне и благодаря этому удостоился права защищать честь страны на летних Олимпийских играх 2016 года в Рио-де-Жанейро. На пути к финалу весовой категории до 60 кг прошёл гондурасца Теофимо Лопеса, тайца Амната Руенроенга, в четвертьфинале взял реванш у Альберта Селимова, тогда как в полуфинале им был побеждён монгол Доржнямбуугийн Отгондалай. В решающем финальном поединке вышел на ринг против бразильца Робсона Консейсана и потерпел от него поражение со счётом 0:3, получив тем самым серебряную Олимпийскую медаль. За это выдающееся достижение награждён орденом «За заслуги».
После Олимпиады Софьян Умиа остался в основном составе боксёрской команды Франции и продолжил принимать участие в крупнейших международных турнирах. Так, в 2017 году он победил всех соперников по турнирной сетке на чемпионате мира в Гамбурге, в том числе в финале взял верх над действующим чемпионом с Кубы Ласаро Альваресом. Выступил и на чемпионате Европы в Харькове, но здесь добрался только до четвертьфинала, проиграв украинцу Юрию Шестаку, который в итоге и стал победителем этого турнира.

### Олимпийские игры 2020 года
В 2021 году прошёл квалификацию на Олимпийские игры 2020 года, и в июле 2021 года стал участником Олимпийских игр в Токио. Где он соревновался в весе до 63 кг, но в 1/8 финала техническим нокаутом во 2-м раунде проиграл опытному американцу Кишону Дэвису — который в итоге стал серебряным призёром Олимпиады 2020 года.
11 декабря 2022 года в Абу-Даби (ОАЭ), на турнире IBA Champions’ Night в завершении III Global Boxing Forum, в рамках новой полупрофессиональной боксёрской серии IBA Pro Series, в 5-раундовом поединке единогласным решением судей победил призёра Европейских игр — армянского боксёра Карена Тонаканяна.

## Профессиональная карьера
Подписал контракт с промоутером Фрэнком Уорреном (Queensberry Promotion).
26 февраля 2022 года в Барселоне (Испания) дебютировал на профессиональном ринге, досрочно техническим нокаутом в 4-м раунде победив опытного венесуэльца Андерсона Рангела (6-8-1).
14 мая 2022 года в Париже (Франция) провел второй бой в соглавном событии вечера Тони Йока - Мартин Баколе. Соперником стал соотечественник Меви Буфуди. Софьян боксировал вторы номером, часто пропускал читаемые атаки соперника. Выглядел не внятно, но вскоре смог раскрепоститься и действовать боле легко. В 3-м раунде Буфуди навязывал борьба иногда нарушал правила и работал агрессивно и во второй половине боя работал первым номером. Бой прошёл всю дистаницю и судьи отдали победу фавориту: 79—71 дважды, 80-70.
19 ноября 2022 года в Ле Канне (Франция) одержал третью победу уверенно победив колумбийского джорнимена Виктора Хулио. Первый раунд Умиа работал с дистанции джебом. Во втором отрезке фаворит присмотрелся к сопернику, увидел что опасности нет нокаутировал ударом в корпус. Умиха КО 2.
23 сентября 2023 года в Монако в вечере IBA Champions' Night победил небитого ранее аргентинца Николаса Ариэля Бланко (9-0). Бой закончился техническим нокаутом в 6-ом раунде, в 4-ом и 5-ом раунде Бланко по разу побывал в нокдауне. На кону боя стоял континентальный пояс Всемирной боксерской ассоциации (WBA).
2 декабря 2023 года в Марселе (Франция) провел бой с мексиканцем Хосе Анхелем Наполесом (15-2-2), который вышел на бой поздней заменой. Умиа владел преимуществом на всей дистанции, но досрочно победить не смог. UD 10
27 апреля 2025 года на IBA.Pro 4 в Баня-Луке провел первый бой после простоя в год с лишним. Соперником стал Эдивальдо Ортега (33-2-1). Бой закончился уверенной победой по очкам фаворита: 100—90 трижды.
8 августа 2025 года в Бенгази (Ливия) Умиха встретился с костариканцем двукратным претендентом на пояс чемпиона мира Франсиско Фонсекой в поединке за титул WBA-Gold. Вечер организован под эгидой Федерации бокса Аргентины в рамках ежегодного антидопингового мероприятия Всемирной боксёрской ассоциации (WBA). Соперник сразу навязал жесткий силовой бокс. В самом конце 3-го раунда Умиа оказался в нокдауне от левого бокового. Следующие раунды так же остались за андердогом. С 6-го раунда Умиа стал наверстывать раунды. Он хорошо выглядел во второй половине, но бледное начало не позволило сократить очковое отстование. Итог: поражение единогласным решением судей 95—94 (дважды) и 97—92.

## Статистика профессиональных боёв
В таблице перечислены результаты всех поединков боксёров.
В каждой строке указан результат поединка. Дополнительно номер поединка обозначен цветом, который обозначает итог поединка. Расшифровка обозначений и цветов представлена в нижеследующей таблице.
| Пример | Расшифровка                     |
| ------ | ------------------------------- |
|        | Победа                          |
|        | Ничья                           |
|        | Поражение                       |
|        | Планируемый поединок            |
|        | Поединок признан несостоявшимся |
| КО     | Нокаут                          |
| ТКО    | Технический нокаут              |
| PTS    | Решение судей (по очкам)        |
| UD     | Единогласное решение судей      |
| MD     | Решение большинства судей       |
| SD     | Раздельное решение судей        |
| RTD    | Отказ от продолжения боя        |
| DQ     | Дисквалификация                 |
| NC     | Поединок признан несостоявшимся |

| 7 поединков, 6 побед (3 нокаутом), 1 поражение. | 7 поединков, 6 побед (3 нокаутом), 1 поражение. | 7 поединков, 6 побед (3 нокаутом), 1 поражение. | 7 поединков, 6 побед (3 нокаутом), 1 поражение. | 7 поединков, 6 побед (3 нокаутом), 1 поражение.                  | 7 поединков, 6 побед (3 нокаутом), 1 поражение. | 7 поединков, 6 побед (3 нокаутом), 1 поражение. |
| Бой                                             | Рекорд                                          | Дата боя                                        | Соперник                                        | Место проведения боя                                             | Раундов, время                                  | Дополнительно                                   |
| ----------------------------------------------- | ----------------------------------------------- | ----------------------------------------------- | ----------------------------------------------- | ---------------------------------------------------------------- | ----------------------------------------------- | ----------------------------------------------- |
| 3                                               | 3-0                                             | 19 ноября 2022                                  | Виктор Хулио (16-6)                             | La Palestre, Ле-Канне, Приморские Альпы, Франция                 | KO 2 (8)                                        |                                                 |
| 2                                               | 2-0                                             | 14 мая 2022                                     | Меви Буфуди (8-0)                               | Аккорхотелс Арена, Париж, Франция                                | UD 8 (8)                                        | Счёт: 80-70, 79-71 (дважды).                    |
| 1                                               | 1-0                                             | 26 февраля 2022                                 | Андерсон Рангел (6-8-1)                         | Centro Deportivo Municipal Mundet, Барселона, Каталония, Испания | TKO 4 (6)                                       | Дебют в профессиональном боксе.                 |